# Nymphidium carmentis
Nymphidium carmentis är en fjärilsart som beskrevs av Hans Ferdinand Emil Julius Stichel 1910. Nymphidium carmentis ingår i släktet Nymphidium och familjen Riodinidae. Inga underarter finns listade i Catalogue of Life.